# Gianfranco Rosi (Boxer)
Gianfranco Rosi (* 5. August 1957 in Assisi, Region Umbrien) ist ein ehemaliger italienischer Profiboxer und ehemaliger Weltmeister der WBC und IBF im Halbmittelgewicht.

## Boxkarriere
Gianfranco Rosi bestritt als Amateur 100 Kämpfe, darunter 94 Siege und 4 Unentschieden. Er wurde 1976 Italienischer Meister im Halbweltergewicht und 1977 Italienischer Meister im Weltergewicht. Bei den Europameisterschaften 1977 im deutschen Halle, schied er im Viertelfinale gegen Karl-Heinz Krüger aus.
1979 bestritt er seinen ersten Profikampf, 1982 gewann er die Italienische Meisterschaft im Weltergewicht. Den Titel verteidigte er viermal, darunter gegen den zweifachen WBC-WM-Herausforderer Everaldo Costa Azevedo. Am 7. Juli 1984 gewann er die Europameisterschaft der EBU im Weltergewicht, durch einen einstimmigen Punktesieg gegen den Spanier Perico Fernández. Am 5. Januar 1985 verlor er den Titel aber bereits in seiner ersten Verteidigung durch eine K.-o.-Niederlage an den ungeschlagenen Briten Lloyd Honeyghan.
1985 gewann er erneut die Italienische Meisterschaft im Weltergewicht sowie am 28. Januar 1987 die EBU-Europameisterschaft im Halbmittelgewicht gegen Chris Pyatt. Nach zwei vorzeitigen Titelverteidigungen gegen Emilio Solé Ruiz und Marc Ruocco, erhielt er am 2. Oktober 1987 eine WBC-WM-Chance gegen den Mexikaner Lupe Aquino. Rosi gewann den Kampf einstimmig nach Punkten und verteidigte den Titel drei Monate später durch t.K.o. gegen den Amerikaner Duane Thomas. Am 8. Juli 1988 bestritt er eine Titelverteidigung gegen Donald Curry. Rosi musste im Duell in den Runden 2, 4, 7 und 8 insgesamt fünfmal zu Boden und gab den Kampf schwer gezeichnet nach der neunten Runde auf.
Dafür gewann er am 15. Juli 1989 die Weltmeisterschaft der IBF im Halbmittelgewicht, durch einen einstimmigen Punktesieg gegen den ungeschlagenen Amerikaner Darrin Van Horn (39-0, 24 K. o.). Anschließend konnte er den Titel elfmal erfolgreich verteidigen, darunter gegen René Jacquot, Gilbert Dele und in einem Rückkampf gegen Van Horn. Am 17. September 1994 verlor er den WM-Titel durch eine K.-o.-Niederlage in der vierten Runde an Vincent Pettway.
Am 17. Mai 1995 gewann er zwar nach Punkten gegen Verno Phillips und damit die Weltmeisterschaft der WBO im Halbmittelgewicht, fiel jedoch durch den anschließenden Dopingtest und wurde deshalb nie als Weltmeister dieses Verbandes bestätigt. Der Kampf wurde später in ein wertungsloses Ergebnis geändert und Phillips wieder zum Titelträger erklärt. Einen Rückkampf gegen Phillips zwei Jahre später, verlor Rosi nach Punkten.
Zwar gewann er noch im Oktober 2004 zwei regionale IBF-Titel (Europameisterschaft, Mittelmeerraum-Meisterschaft) gegen den Ungarn Peter Zsilak und gewann zwei weitere Kämpfe, beendete seine Karriere jedoch im Oktober 2006 nach einer K.-o.-Niederlage gegen Robert Roselia.